# Resultados do Carnaval do Rio de Janeiro em 1942
Nesta página estão listados os resultados dos concursos de escolas de samba, ranchos carnavalescos e sociedades carnavalescas do carnaval do Rio de Janeiro do ano de 1942.
A Portela venceu o desfile das escolas de samba, conquistando seu quarto título de campeã do carnaval carioca. A escola realizou um desfile sobre o samba. O enredo "Vida do Samba" foi elaborado por Lino Manuel dos Reis, que conquistou seu segundo título como carnavalesco da Portela. Depois Eu Digo ficou com o vice-campeonato por apenas um ponto de diferença para a campeã. A Estação Primeira de Mangueira obteve o terceiro lugar. Com a vitória, a Portela igualou a Mangueira em número de títulos.
Turunas de Monte Alegre foi o campeão dos ranchos. Tenentes do Diabo conquistou o título do concurso das grandes sociedades.

## Escolas de samba
O desfile das escolas de samba do Rio de Janeiro de 1942 foi realizado no domingo, dia 15 de fevereiro do mesmo ano, na Praça Onze. O concurso foi organizado pela União Geral das Escolas de Samba do Brasil (UGESB) e teve a participação de cerca de trinta escolas, sendo que algumas não foram avaliadas.
| Ordem dos desfiles |
| 1. Cada Ano Sai Melhor 2. Portela 3. Fiquei Firme 4. Paz e Amor 5. Deixa Malhar 6. Estação Primeira de Mangueira 7. Mocidade Louca de São Cristóvão 8. União do Sampaio 9. Unidos do Tuiuti 10. Prazer da Serrinha 11. Flor da Infância de Brás de Pina 12. Vai Se Quiser 13. União de Colégio 14. Paraíso do Grotão 15. Unidos da Tijuca 16. Depois Eu Digo 17. Paraíso de Anchieta 18. Não É O Que Dizem 19. Unidos de Riachuelo 20. Azul e Branco do Salgueiro 21. Papagaio Linguarudo |

### Julgadores
A comissão julgadora foi formada por Arlindo Batista Cardoso; Domingos da Costa Rubens; Florêncio de Lima; Francisco Guimarães Romano; Lourival Dalier Pereira; Luiz Augusto de França e Silva; e Modestino Kanto.

### Classificação
Portela foi a campeã, conquistando seu quarto título no carnaval carioca. A escola realizou um desfile sobre o samba. O enredo "Vida do Samba" foi elaborado por Lino Manuel dos Reis, que conquistou seu segundo título como carnavalesco da Portela. Depois Eu Digo ficou com o vice-campeonato por apenas um ponto de diferença para a campeã. A Estação Primeira de Mangueira obteve o terceiro lugar. Com a vitória, a Portela igualou a Mangueira em número de títulos.
| Legenda: Campeã * Sem informação disponível |

| Col.                | Escola                           | Enredo                            | Carnavalesco(a)      | Pontos |
| ------------------- | -------------------------------- | --------------------------------- | -------------------- | ------ |
| 1                   | Portela                          | A Vida do Samba                   | Lino Manuel dos Reis | 178    |
| 2                   | Depois Eu Digo                   | Uma Noite Feliz                   | *                    | 177    |
| 3                   | Estação Primeira de Mangueira    | A Vitória do Samba nas Américas   | Armando Silva        | 141    |
| 4                   | Paz e Amor                       | Brasil, Joia Fraternal da América | *                    | 128    |
| 5                   | Deixa Malhar                     | Homenagem aos Jangadeiros         | *                    | 116    |
| 6                   | Unidos do Salgueiro              | A Rainha e a Baiana               | *                    | 111    |
| 7                   | Papagaio Linguarudo              | *                                 | *                    | 109    |
| 8                   | Cada Ano Sai Melhor              | O Homem que Sonhou com o Baile    | *                    | 107    |
| 9                   | Azul e Branco do Salgueiro       | *                                 | *                    | 106    |
| 10                  | Fiquei Firme                     | *                                 | *                    | 101    |
| 11                  | União do Sampaio                 | *                                 | *                    | 100    |
| 12                  | Unidos do Tuiuti                 | *                                 | *                    | 96     |
| 13                  | Não É o Que Dizem                | *                                 | *                    | 90     |
| 14                  | Mocidade de Um Paraíso           | *                                 | *                    | 89     |
| 15                  | Unidos da Tijuca                 | *                                 | *                    | 83     |
| 16                  | Prazer da Serrinha               | Cais Dourado                      | *                    | 82     |
| 17                  | Mocidade Louca de São Cristóvão  | *                                 | *                    | 70     |
| 18                  | Unidos do Riachuelo              | *                                 | *                    | 69     |
| 19                  | Paraíso de Anchieta              | *                                 | *                    | 60     |
| 20                  | União de Colégio                 | *                                 | *                    | 57     |
| 21                  | Paraíso do Grotão                | *                                 | *                    | 47     |
| 22                  | Flor da Infância de Brás de Pina | *                                 | *                    | 37     |
| Sem classificação   |                                  |                                   |                      |        |
| Filhos do Deserto   |                                  |                                   |                      |        |
| Unidos da Mangueira |                                  |                                   |                      |        |
| Vai Se Quiser       |                                  |                                   |                      |        |

## Ranchos carnavalescos
O desfile dos ranchos foi realizado no domingo, dia 15 de fevereiro de 1942, na Avenida Rio Branco.

### Julgadores
A comissão julgadora foi formada por Júlio Oliveira; Magalhães Correia e Mário Kanto.

### Classificação
Turunas de Monte Alegre foi o campeão.
| Col. | Rancho                  | Enredo                                 |
| ---- | ----------------------- | -------------------------------------- |
| 1    | Turunas de Monte Alegre | União das Américas                     |
| 2    | Inocentes de Catumbi    | Revendo as Páginas Gloriosas do Brasil |
| 3    | Cruzeiro do Sul         | Grito da Independência                 |
| 4    | Aliança de Quintino     | A Abolição                             |

## Sociedades carnavalescas
Tenentes do Diabo venceu a disputa das grandes sociedades.